# Свято-Троицкий храм (Охлебинино)
Свято-Троицкий храм — православный храм в селе Охлебинино Иглинского района Башкортостана. Относится к Бирской епархии Русской православной церкви.

## История
Свято-Троицкий храм в селе Охлебинино был построен в 1826 году в стиле позднего классицизма. Сохранилось имя главной жертвовательницы, на чьи средства строился храм — Екатерина. По преданию, рядом с храмом была и могила Екатерины. Прихожанами храма были жители села.
В начале XIX века церковь и село пострадали от пожара, однако к 1909 году церковь была восстановлена. К 1910 году к храму относились две часовни в соседних деревнях Резвово и Шипово. В 1930-е годы церковь была закрыта. Здание храма было переоборудовано для складских нужд, позднее в здании был клуб. Храм возвращён церкви в 1993 году, в нём был проведён ремонт.
К настоящему времени храм дошёл со значительными потерями. Не сохранилась чугунная ограда храма, от двухъярусной колокольни осталась только нижняя часть. Разрушена глава храма, надстроены стены, заложены кирпичом некоторые окна. Ныне храм окружён кирпичным забором с металлической решёткой, окрашен в белый цвет, крыша — в голубой.